# Premier concile de Braga
Pour les articles homonymes, voir Concile de Braga.
Le premier concile de Braga (ou Brague) eut lieu à Bracara Augusta (aujourd'hui Braga dans le nord du Portugal), capitale du royaume suève autorisé par Théodemir en 561 selon d'Aguirre, ou en 563 selon Baronius, ou 560 selon Carranza et le P. Pagi. Huit évêques y assistèrent à l'initiative de Lucrétius, archevêque de Brague soutenu par le pape Jean III. On y publia un total de 39 canons, les dix-sept premiers pour combattre les hérésies (notamment celles portées par Mani et Priscillien) et les vingt-deux suivants concernant l'organisation de l'Église,.

## Participants
Huit évêques assistent au premier concile de Braga :
1. Lucretius, métropolitain de Braga
2. Ilderic
3. Andreas d'Iria
4. Sauncius de Lamego
5. Martinus de Dume
6. Timothy d'Astorga
7. Chotus d'Empúries
8. Malilus de Tui

## Principaux canons
Canon 1
«Si quelqu'un, au lieu de confesser avec l’Église catholique trois personnes consubstantielles, prétend avec Sabellius et Priscillien qu'il y a qu'une personne en Dieu, en sorte que le Père, soit le Fils, et que le Fils soit la même personne que le Saint-Esprit ; qu'il soit anathème.»
Canon 4
«Si quelqu'un n'honore qu'hypocritement la naissance du Christ selon la chair, en jeûnant ce jour-là, aussi bien que le dimanche, comme s'il était faux que le Christ a pris notre nature, comme l'ont nié Cerdon, Marcion, Mani et Priscillien ; qu'il soit anathème.»
Canon 7
«Si quelqu'un prétend que le diable n'a pas été d'abord un (bon) ange fait par Dieu, et que sa nature n'a pas été l'œuvre de Dieu, mais (s'il) prétend qu'il est sorti du chaos et des ténèbres et qu'il n'a personne pour auteur de son être, mais qu'il est lui-même le principe et la substance du mal, comme le disent Mani et Priscillien, qu'il soit anathème.»
Canon 8
«Si quelqu'un prétend, comme Priscillien, que le diable a fait certaines créatures immondes, et qu'il crée par sa propre vertu les tonnerres, les foudres, les tempêtes et les sécheresses ; qu'il soit anathème.»
Canon 9
«Si quelqu'un croit, avec les païens et Priscillien, que l'âme et le corps sont fatalement assujettis au cours des astres ; qu'il soit anathème.»
Canon 11
«Si quelqu’un condamne le mariage humain et abhorre la procréation des enfants, comme Mani et Priscillien l’ont dit, qu’il soit anathème.»
Canon 12
«Si quelqu’un dit que la formation du corps humain est l’œuvre du diable et que la conception dans le sein maternel est le travail des démons, et si, pour ce motif, il ne croit pas à la résurrection de la chair, comme Mani et Priscillien l’ont dit, qu’il soit anathème.»
Canon 13
«Si quelqu'un au lieu de rapporter à Dieu la création de la chair, l'attribue aux mauvais anges, qu'il soit anathème.»
Canon 14
«Si quelqu'un, partageant la doctrine de Mani  et de Priscillien regarde comme impures les viandes que Dieu a créées pour notre nourriture et qu'aussi il  n'ose gouter des légumes mêmes cuits avec de la viande, qu'il soit anathème.»
Les canons suivants sont relatifs à la discipline du clergé :
Canon 33
«On ne donnera point la sépulture ecclésiastique, c'est-à-dire celle qui se fait au chant des psaumes, à ceux qui se seront tués eux-mêmes, soit en s'empoisonnant, soit en se précipitant, soit en se pendant, ou de quelque autre manière, ni à ceux qui auront été punis de mort pour leurs crimes. On en fera pas non plus mémoire d'eux dans l'oblation.».
La défense de chanter les psaumes concerne aussi les catéchumènes dont on parle au canon 34,
Canon 35
«On n'enterrera personne dans les églises, mais en dehors et autour des murs ; car, si les villes ont le privilège qu'on ne puisse enterrer les morts dans l'enceinte de leurs murailles, à plus forte raison doit-on observer la même chose dans les églises, à cause du respect qui est dû au corps des saints martyrs qui y sont enfermés.»